# Dan Jaffé
 (novembre 2018).
Dan Jaffé, né en 1970, est un spécialiste franco-israélien de l'histoire des religions et enseigne à l'université Bar-Ilan (Ramat Gan). Il a le statut de chercheur rattaché au CNRS. Ses travaux portent sur le monde juif aux premiers siècles de l'ère commune, sur le Talmud et sur les origines du christianisme.
Il est l'auteur de nombreux articles et ouvrages spécialisés dans ces domaines.
Il dirige la collection "Judaïsme ancien et christianisme primitif" aux éditions du Cerf.

## Vie

### L'éducation
Dan Jaffé est titulaire d'un doctorat en sciences religieuses de l'Université de Paris X, Nanterre. Il a également étudié à l'École pratique des hautes études au sein de la section des sciences religieuses. Sa thèse de doctorat portait sur le thème de la dissidence religieuse dans le monde juif des premiers siècles. Ce phénomène de déviance à l'époque talmudique s'intéresse tout particulièrement aux judéo-chrétiens.

## Publications
Thèse
- Dan Jaffé, Orthodoxie et hétérodoxie dans le judaïsme ancien : Judéo-Chrétiens et Amei-Ha-Aretz dans la littérature juive des premiers siècles, 2004 (OCLC 494513054)

Parmi ses ouvrages, on dénombre
- Le judaïsme et l’avènement du christianisme. Orthodoxie et hétérodoxie dans la littérature talmudique, Ier-IIe siècle, Editions du Cerf, Collection « Patrimoines judaïsme », Paris, 2005, 484 p.
- Le Talmud et les origines juives du christianisme. Jésus, Paul et les judéo-chrétiens dans la littérature talmudique, Editions du Cerf, Collection « Initiations bibliques », Paris, 2007, 227 p.
- Jésus sous la plume des historiens juifs du XXe siècle. Approche historique, perspectives historiographiques, analyses méthodologiques, Editions du Cerf, Collection « Patrimoines judaïsme », Paris, 2009, 412 p.
- Jaffé D., (éd.), Studies in Rabbinic Judaism and Early Christianity. Text and Context, Leiden/Boston, E. J. Brill, « Ancient Judaism and Early Christianity », 74, 2010, 248 p.
- Essai sur l’interprétation et la culture talmudiques. Femmes et familles dans le Talmud, Editions du Cerf, Collection « Patrimoines judaïsme », Paris, 2013, 253 p.
- Les identités en formation. Rabbis, hérésies, premiers chrétiens, Edition du Cerf, Collection « Judaïsme ancien et Christianisme Primitif », Paris, 2018, 558 p.
- Jaffé D., (éd.), Juifs et chrétiens aux premiers siècles. Identités, dialogues et dissidences, Editions du Cerf, Collection « Judaïsme ancien et Christianisme Primitif », Paris, 2019, 771p.
- Jaffé D., Nir R., Teppler Y., (eds.), Reflections on Judaism and Christianity in Antiquity,  Editions Peter Lang, Brussels, 2021, 366 p.

### Sources
- Center of Basic Jewish Studies, « Dan Jaffe », Université Bar-Ilan (consulté le 26 mai 2024)